# Belize
Belize (pronunciat /be'lis/) és un estat de l'Amèrica central, que limita al nord i al nord-oest amb Mèxic, a l'oest i al sud amb Guatemala i a l'est amb el mar de les Antilles. La capital és Belmopan i la principal aglomeració urbana és la ciutat de Belize, l'antiga capital del país i el seu principal port.
Antiga colònia britànica (antigament era coneguda com a Hondures britànica), va obtenir la independència l'any 1981. Encara que els idiomes predominants hi són el castellà i el crioll beliceny, Belize és l'únic país de l'Amèrica central on l'idioma oficial és l'anglès, llengua materna del 3% de la població. Això es deu al passat colonial de Belize, en ser l'únic país centreamericà que va ser colònia britànica. Això fa que Belize comparteixi un passat comú, no sols amb els països d'Amèrica central; sinó també amb el Carib. Forma part del Caricom i del Sistema de la Integració Centreamericana (SICA).
Belize sempre ha estat reclamada com a part integral de Guatemala. A les seves costes, es troba l'avenc marí o forat blau més gran del món, l'anomenat Gran forat blau.

## Toponímia
L'origen del nom de Belize no és clar, però sembla d'origen maia. El primer registre del nom es troba a la revista del sacerdot dominic fra José Delgado, que data de 1677. Delgado va gravar els noms dels tres principals rius que va creuar durant el viatge cap al nord al llarg de la costa del Carib: riu Soyte, riu Xibum, i riu Balis. Aquests noms, que corresponen als rius Sitee, Sibún i Belize, van ser proporcionats a Delgado pel seu traductor. És probable que Balis era, en realitat, la paraula maia belix (o beliz), que significa 'fang regat' o 'aigua amb fang'.
Uns altres han suggerit que el nom es deriva d'una mala pronunciació en castellà del nom del bucaner escocès Peter Wallace, que es va aplicar a una ràpida solució en la desembocadura del riu Belize, encara que no hi ha cap prova que Wallace realment s'assentés a la zona i alguns han caracteritzat aquesta demanda com un mite. Diverses etimologies possibles han estat suggerides per escriptors i historiadors, incloent-hi orígens francesos i africans.

## Història

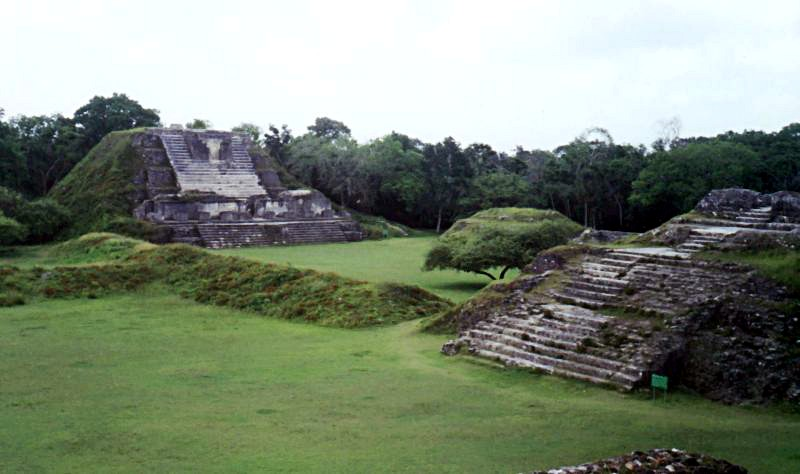
Temples d'Altun Ha

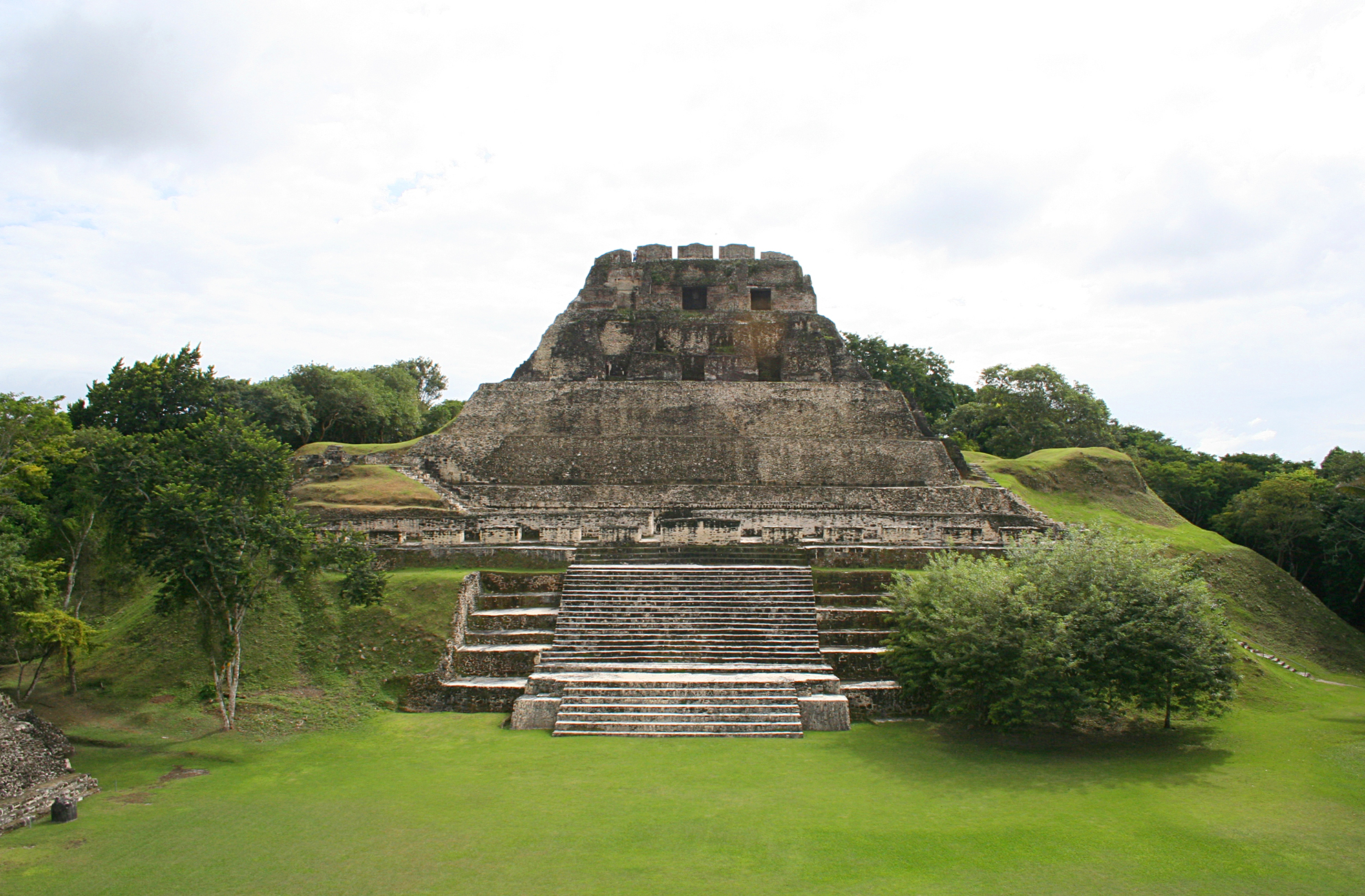
"El Castillo" a Xunantunich

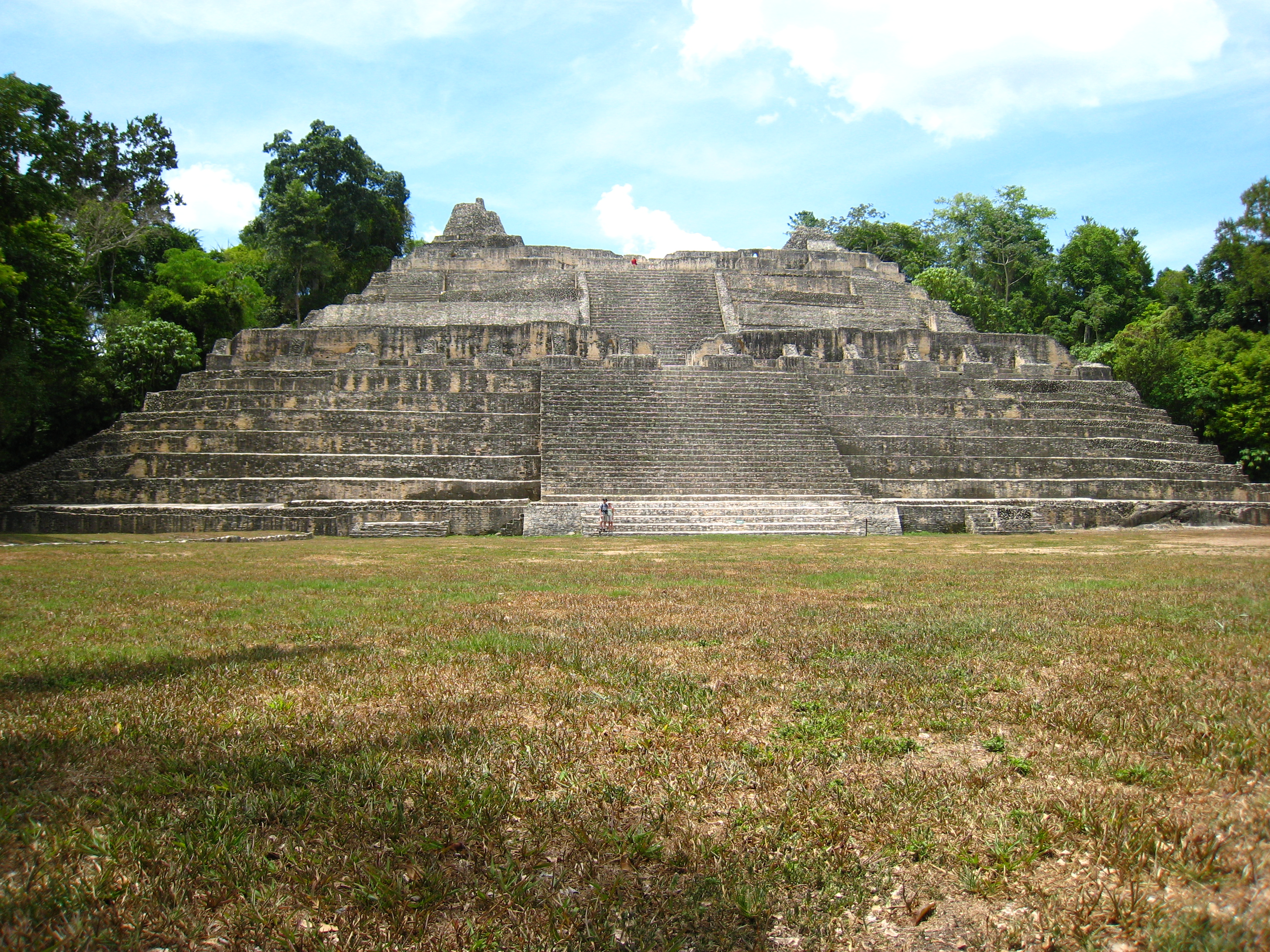
"Caana" a El Caracol

L'estat de Belize forma part del territori cultural dels maies, la gran civilització que va poblar Mesoamèrica fins a l'arribada dels conquistadors espanyols.
Entre els segles II i X dC es va viure l'època d'esplendor d'aquesta cultura. Si bé no hi ha una unitat política mesoamericana, la ciutat mexicana de Teotihuacán exercia una gran influència. Aquesta influència va permetre el sorgiment d'estats a l'Amèrica central.
A Belize, podem trobar diversos jaciments arqueològics de gran interès (Altun Ha, El Caracol, Colinas, Cahal Pech, Lamanai, Lubaantun, Nim Li Punit, Santa Rita, Xunantunich). Un d'aquests, Caracol, va ser seu del major dels estats de la regió. El seu nom en aquells temps era Oxhuitza.
Des del segle iv, coneixem noms de reis d'aquesta ciutat, que van controlar grans territoris, especialment en el segle vi, en el qual les tropes del monarca Yajaw Et 'K'inich II van derrotar les hosts de Tikal, ciutat propera, a l'actual Guatemala.
Caracol va tenir prop de cent vuitanta mil habitants, i la densitat de població a Belize era possiblement més gran que l'actual. Però les lluites per l'hegemonia entre els diferents regnes van provocar la fi d'aquesta era daurada. Kan III, entre 835 i 849, va ser l'últim rei conegut.
Els primers habitants de la zona pertanyien a la cultura maia, d'on sembla derivar el seu nom (amb el sentit d''aigua amb fang'). Els espanyols van establir una colònia temporal que van abandonar davant la resistència local, per concentrar-se a conquerir altres àrees del continent. Aquest fet va ser aprofitat pels anglesos, que van ocupar la zona, convertint-la de facto en colònia el 1786 i oficialment el 1862.
L'esclavitud i després la dominació econòmica van marcar les relacions entre la colònia i la metròpoli. La gran crisi dels anys 1930 i les lleves forçoses a la Segona Guerra Mundial van reforçar el sentiment independentista dels seus habitants, que van imposar-se políticament per aconseguir una relativa autonomia i després la independència, pactada amb la Gran Bretanya el 1981. Però les reclamacions de Guatemala, que afirma que el territori li pertany, van provocar la presència permanent de tropes britàniques a Belize.

## Govern i política

Mapa polític

Belize és una monarquia constitucional amb un sistema parlamentari de govern, regulada fonamentalment per la Constitució de 1981. El cap d'estat, de fet, és el rei Carles III, el monarca del Regne Unit, però que per a aquests efectes és «rei de Belize». Ell és representat al país pel governador general.
El poder executiu està a càrrec d'un primer ministre, que dirigeix el Gabinet de 13 ministres, més 5 ministres adjunts, que representen la força política majoritària del Parlament belizeny.
El poder legislatiu és bicameral, compost per una Cambra de Representants de 31 membres electes democràticament per cinc anys i d'un Senat de 12 membres designats pel governador general a partir de propostes del primer ministre, del cap de l'oposició i de diverses institucions religioses, econòmiques i socials.
El poder judicial és encapçalat per la Cort Suprema, els membres de la qual i el president són nomenats pel governador general a proposta del primer ministre. Existeixen tribunals locals i corts d'apel·lació, algunes d'aquestes especialitzades en alguns assumptes.

## Organització politicoadministrativa

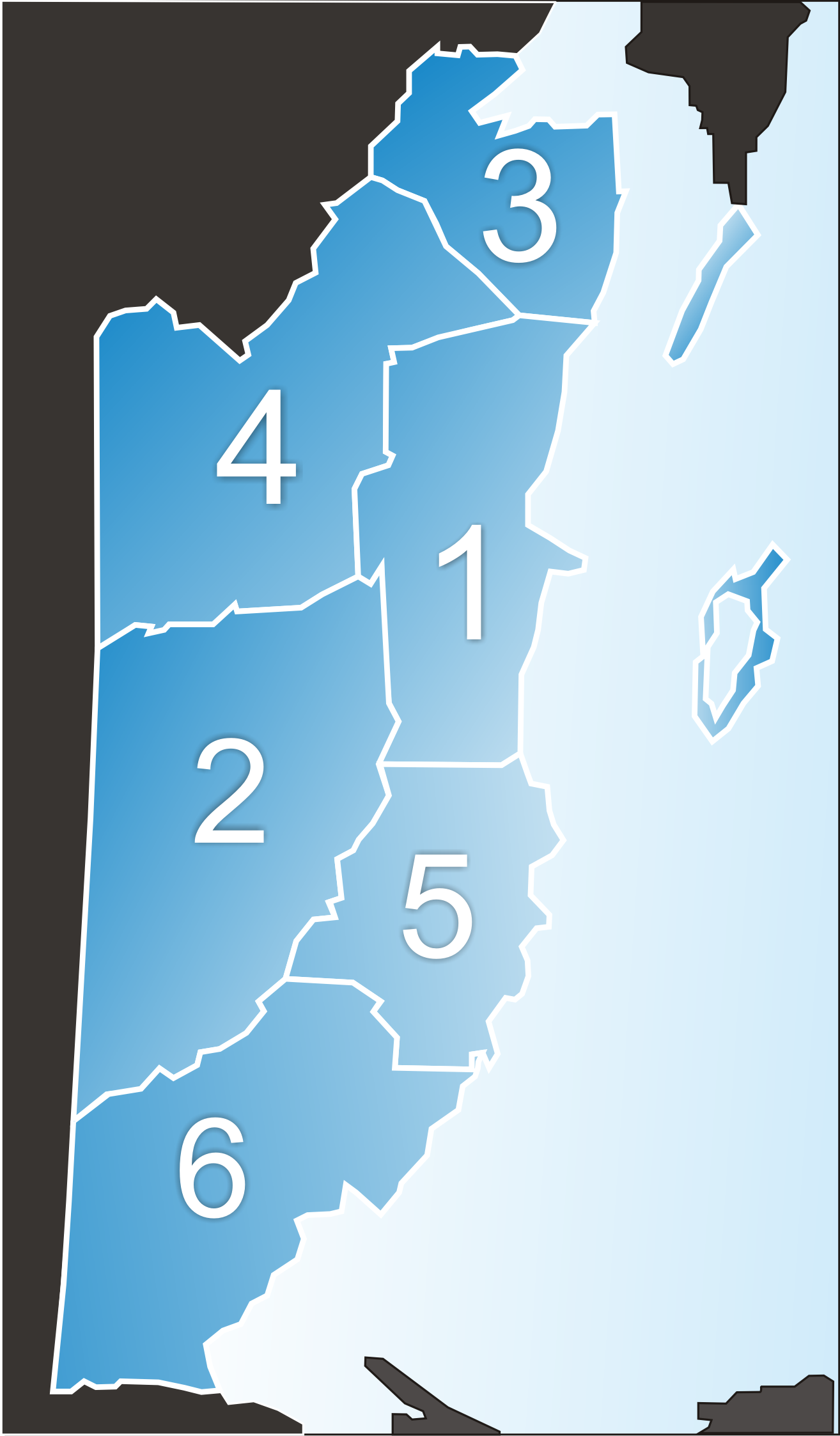
Mapa de Belize amb els districtes numerats

Belize està dividit en sis districtes:
1. Belize
2. Cayo
3. Corozal
4. Orange Walk
5. Stann Creek
6. Toledo

## Economia
Belize basa la seva economia en l'agricultura, amb un pes creixent del turisme, atret per la pesca i les ruïnes maies de la regió. Els principals productes que s'exporten són el sucre i els plàtans, tot i que la descoberta de bosses de petroli pot fer incrementar aquest comerç.
L'economia de Belize és la més petita de Centreamèrica, però és la tercera en PIB per capita de la regió, només després de Panamà i Costa Rica. El turisme, l'agricultura i la manufactura són les principals fonts de generació de divises. Els principals productes d'exportació són els productes del mar, cítrics, canya de sucre, plàtan i robes. L'estabilitat de la moneda és un dels atractius per a la inversió estrangera. El 1996, l'ingrés per capita va ser de 2.308 US$, mentre que el 1989 havia estat de 1.664 $, la qual cosa va representar un creixement de 39%. El producte intern brut (PIB) va créixer 67% entre 1989 (306 milions $) i 1996 (512 milions $), mentre que la població va créixer 21% en aquest mateix període. El PIB va registrar una taxa de creixement real de 3,8% en 1995 i d'1,5% el 1996. Encara que la inflació és baixa, el 1996 es va intensificar: l'índex de preus al consumidor va ser de 2,8% el 1995 i de 6,4% el 1996, mentre que la mitjana dels cinc anys anteriors en va ser de 3,2%.
- Exportacions: domèstiques, sucre, productes de jardineria, taronja, sucs concentrats de taronja, productes del mar, plàtans i reexportacions.
- Importacions: a principis de la dècada dels vuitanta, les exportacions anuals ascendien a 28,6 milions de dòlars i el cost de les importacions a 545,3 milions.

## Geografia

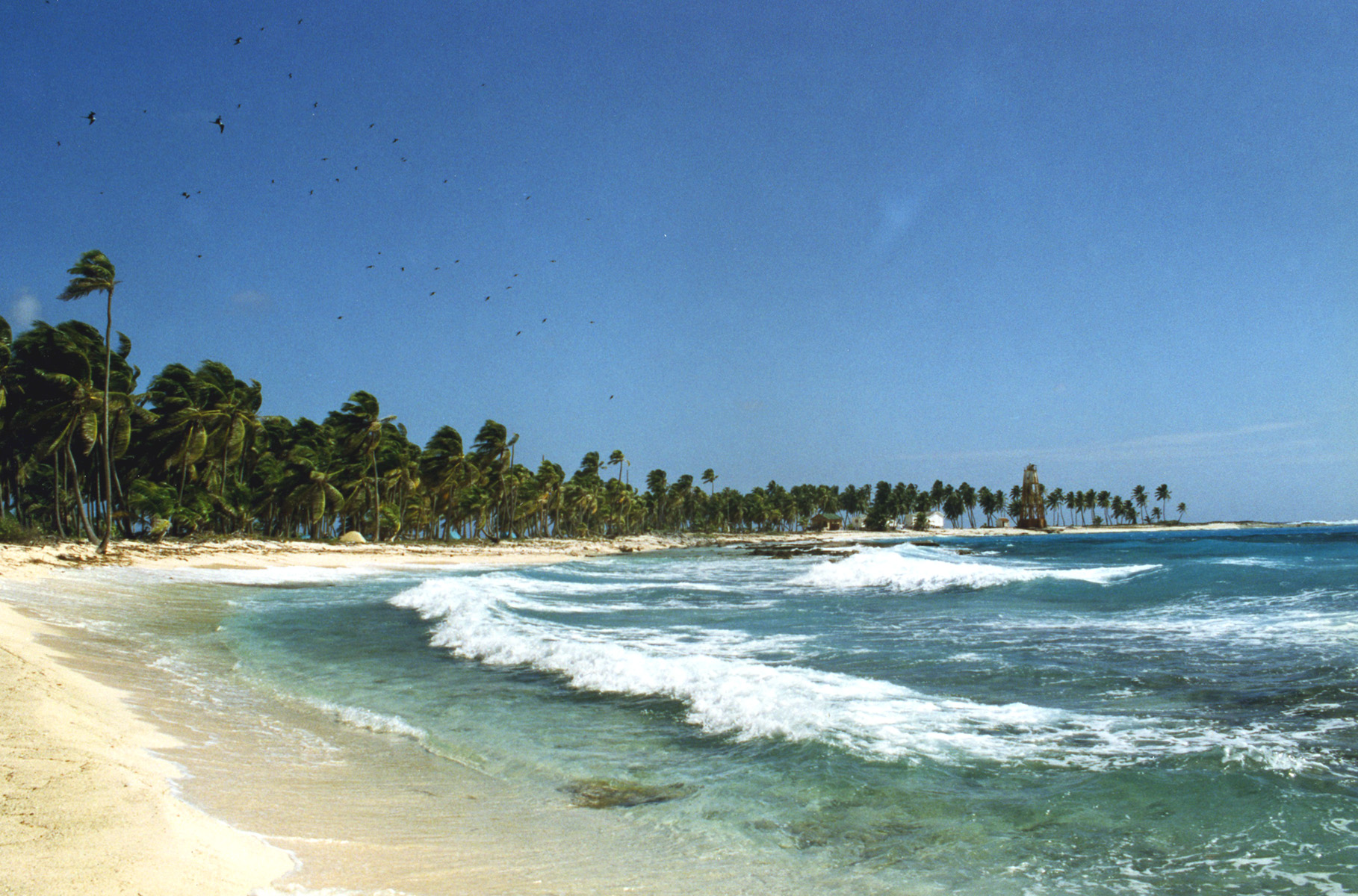
Cayo Half Moon. Belize té més de 450 illots i atols

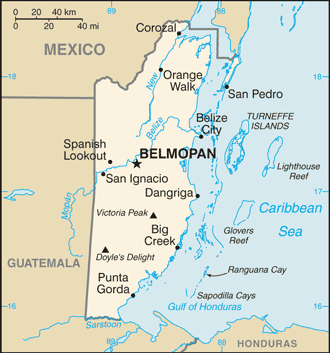
Mapa del país

Situat a la costa nord de Centreamèrica, limita al nord amb l'estat mexicà de Quintana Roo, a l'oest amb el departament guatemalenc de Petén, a l'est amb el mar Carib, i al sud amb el departament guatemalenc d'Izabal. La superfície total és de 22.960 km², que es veu reduïda a 21.400 km² per l'abundància de llacunes.
El nord de Belize consisteix principalment en planures costaneres planes i pantanoses, densament repoblades en alguns llocs. Cap al sud, es troba la cadena muntanyenca baixa de les muntanyes Maia, de les quals el punt més alt a Belize és el pic Victòria a 1.160 metres d'altitud. Belize està situada entre els rius Hondo i Sarstoon, amb el riu de Belize fluint en el centre del país. Al llarg de tota la costa del Carib es troben esculls de corall. S'hi troba la barrera d'esculls de Belize, que forma part del Patrimoni Mundial de la Humanitat, i que és la més llarga de l'hemisferi occidental i la segona més llarga del món després de la Gran Barrera de Corall d'Austràlia.
Belize té la forma d'un rectangle que s'estén al voltant de 280 km nord-sud i sobre 100 km d'est a oest, amb una longitud total de frontera terrestre de 516 km. Els cursos ondulants de dos rius, el Profund i el Sarstún, defineixen gran part del curs de les fronteres nord i sud del país. La frontera occidental segueix sense característiques naturals i corre de nord a sud a través de boscos de terres baixes i terres altes d'altiplà. El nord de Belize consisteix principalment en planures costaneres molt planes i pantanoses, densament poblades. La flora n'és molt diversa tenint en compte l'espai tan reduït. Al sud, es troba la baixa serra de les muntanyes Maia. El punt més alt de Belize és Doyle Delight, amb 1,124 metres (3,688 ft).
La costa del Carib està vorejada d'esculls de corall i uns 450 illots i illes conegudes localment com a «cayos». Tres dels quatre esculls de corall de l'hemisferi occidental es troben enfront de les costes de Belize.
L'accidentada geografia de Belize també ha fet que la costa i la selva siguin atractives pels narcotraficants, que utilitzen el país com a porta d'entrada d'estupefaents a Mèxic. L'any 2011, els Estats Units van agregar Belize a la llista de països considerats com els majors productors de droga i/o països de trànsit per a narcòtics.

### Vegetació
Si bé més del 60% de la superfície terrestre de Belize està coberta per boscos, estudis recents mostren que el 20% del país està cobert per cultius i assentaments humans. Sabanes, matolls, i terres humides constitueixen la resta de la superfície del país. Belize és part de l'important corredor biològic mesoamericà, amb gran diversitat biològica, tant marina com terrestre. El país conté una flora i fauna abundant. La ciutadania protegeix la gran biodiversitat i els recursos naturals. Un informe del 2010 indica que el 36% del territori està sota algun tipus de protecció, i dona a Belize un dels més extensos sistemes de protecció ecològica d'Amèrica. Aquestes dades han estat verificades per l'Organització de Maneig d'Àrees Protegides de Belize (APAMO).

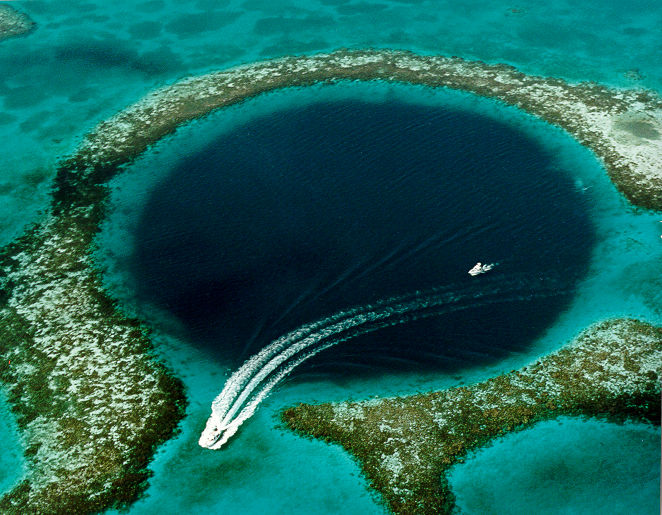
El Gran forat blau, un fenomen de la topografia càrstica, es troba enfront de la costa de Belize

A prop de Costa Rica que, en canvi, només té el 27% del seu territori protegit, el 13% de les aigües territorials de Belize —llar del sistema d'esculls de la barrera de Belize— també estan protegides. El Sistema de Reserves de la Barrera de l'Escull de Belize és declarat Patrimoni de la Humanitat per la UNESCO.
Un estudi publicat a l'agost de 2010 va revelar que l'àrea total dels boscos de Belize a principis de 2010 constituïa aproximadament el 62,7% de la seva superfície, per sota del 75,9% de finals de 1980. Un estudi conduït per Estudis Forestals Tropicals de Belize i Conservation International va revelar tendències similars en termes de la cobertura forestal de Belize. Tots dos estudis indiquen que, cada any, el 0,6% de la coberta forestal de Belize es perd, la qual cosa es tradueix en una mitjana de 24.835 acres (10 ha) cada any. L'USAID, recolzat per SERVIR, també va mostrar que les àrees protegides de Belize han estat molt eficaces en la protecció dels boscos belizenys. Només el 6,4% dels boscos dins d'àrees protegides legalment van ser talats entre 1980 i 2010 i més d'una quarta part dels boscos que es troben fora de les àrees protegides s'havien perdut entre 1980 i 2010. En ser un país amb una coberta forestal relativament alta i una baixa taxa de desforestació, Belize té un potencial significatiu per a la participació en iniciatives tals com REDD. Cal destacar que l'estudi de SERVIR sobre la desforestació de Belize també va ser reconegut pel Grup d'Observacions de la Terra (GEO), del qual Belize és un país membre.

### Clima
El clima local és tropical i normalment molt càlid i humit, encara que hi ha variacions significatives en els patrons del clima per regió. Les temperatures varien segons l'elevació, proximitat a la costa, i els efectes moderadors dels vents alisis del nord-est del Carib. Les temperatures mitjanes a les regions costaneres oscil·len des dels 24 °C al gener als 27 °C al juliol. Les temperatures són lleugerament més altes cap a l'interior, excepte en els altiplans alts del sud, tals com el Mountain Pine Ridge, on el clima és notablement més fred. En general, les estacions estan marcades més per les diferències d'humitat i precipitació que per les de temperatura.
La precipitació mitjana varia considerablement, des de 1.350 mm al nord i a l'oest a més de 4.500 mm a l'extrem sud. Les diferències estacionals en les precipitacions són majors a les regions del nord i el centre del país, en les quals, entre gener i abril o maig, hi ha menys de 100 mm de precipitació per mes. L'estació seca és més curta en el sud que, en general, només dura des de febrer fins a abril. Hi ha un període curt menys plujós conegut localment com el «poc sec», que en general es produeix a la fi de juliol o agost, després de l'aparició inicial de la temporada de pluges.
Els huracans han estat devastadors en la història de Belize. El 1931, un huracà sense nom va destruir més de les dues terceres parts dels edificis de ciutat de Belize i va matar més de 1.000 persones. El 1955, l'huracà Janet va devastar la ciutat de Corozal. Només sis anys més tard, l'huracà Hattie va assotar la zona costanera central del país, amb vents de més de 300 km/h i 4 m de marea. La devastació de ciutat de Belize, per segona vegada en trenta anys, va portar a la reubicació de la capital a 80 km cap a l'interior. La ciutat planificada de Belmopan es va convertir en la nova capital. L'huracà Greta–Olivia va causar més de 25 milions de dòlars en danys al llarg de la costa sud el 1978. El 9 d'octubre de 2001, l'huracà Iris va tocar terra a Monkey River Town, amb vents de 145 km/h i tempestes de categoria quatre. La tempesta va demolir la major part de les cases del poble, i va destruir la collita de plàtan. El 2007, l'huracà Dean va tocar terra com a tempesta de categoria cinc només a 25 quilòmetres al nord de la frontera amb Mèxic. Dean va causar grans danys al nord de Belize.

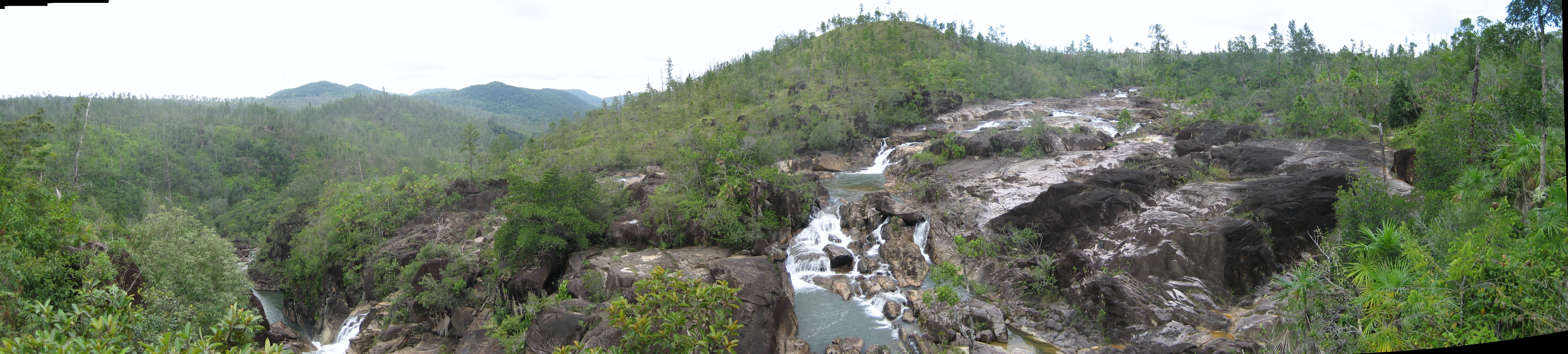
Vista panoràmica de la reserva forestal Mountain Pine Ridge

## Demografia

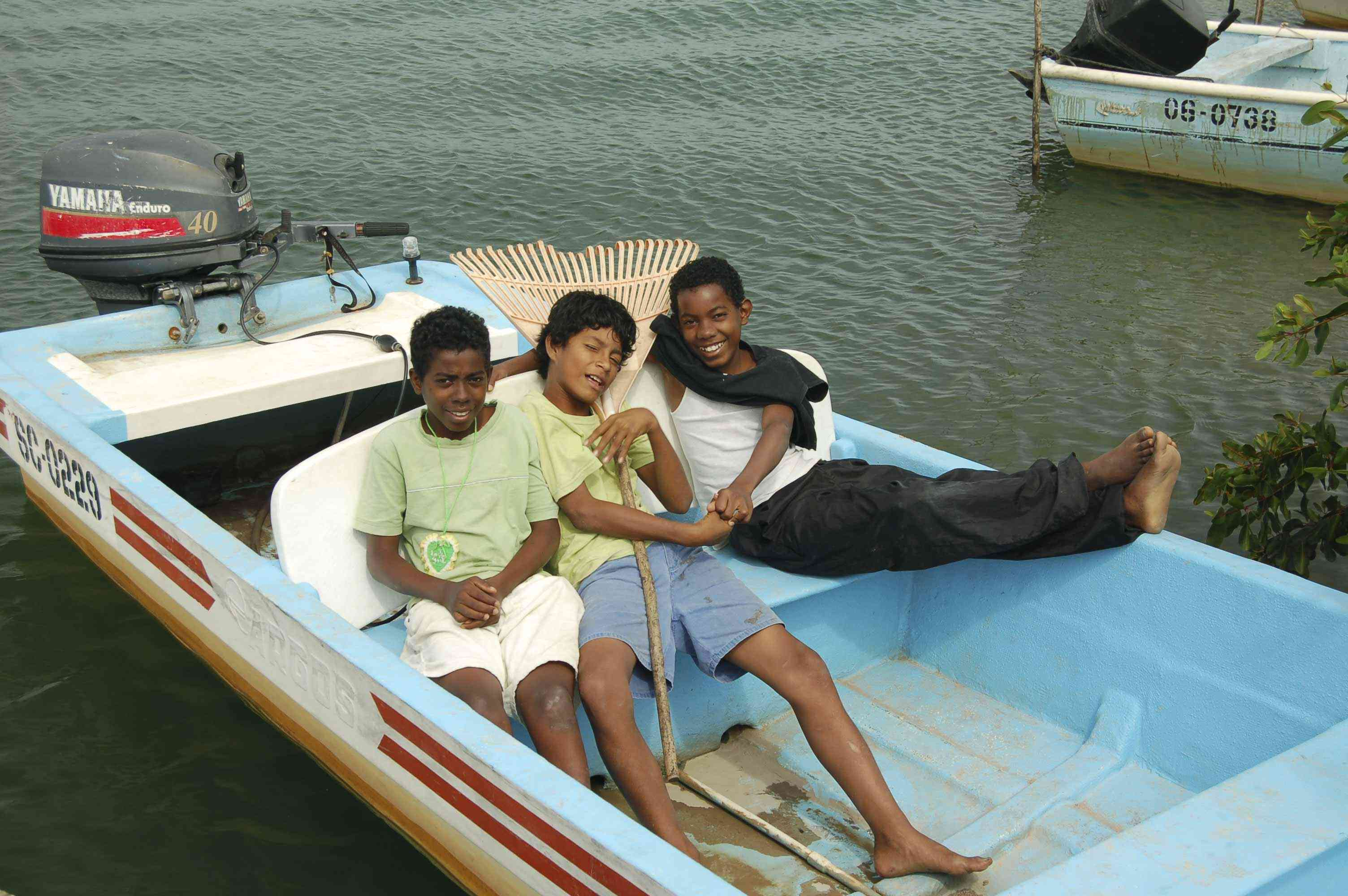
Belize és un dels països ètnicament més diversos del món

La colonització, l'esclavitud i la immigració han tingut un paper important en la modificació ètnica de la població i, en conseqüència, Belize és un país amb nombroses cultures, idiomes i grups ètnics.
El 2012, la població total de Belize és de 356.600 habitants. El nombre total de llars a Belize era de 79.598. La població sense llar va ascendir a 118 habitants en total, dels quals 113 eren homes i 5 eren dones. El total de la població a les zones urbanes de Belize era de 139.069, 68.020 homes i 71.049 dones. Hi havia 39.104 llars urbanes el 2010. El total de la població rural a Belize era de 171.827, 88.261 homes i 83.566 dones. Eren 40.494 llars rurals el 2010.

### Grups ètnics
Els maies i els primers colons
Es creu que els maies han estat presents a Belize i a la península de Yucatan des del segon mil·lenni aC. No obstant això, gran part de la població maia de Belize va ser arrasada per les malalties que van portar els europeus, així com els conflictes entre les tribus i els europeus. Tres grups maies habiten el país en l'actualitat: Els yucatecos (que van venir del Yucatan (Mèxic) per escapar de la Guerra de castes de la dècada de 1840), els mopán (indígenes de Belize, expulsats pels britànics, que van tornar de Guatemala per evadir l'esclavitud al segle xix), i els kekchi (que també van fugir de l'esclavitud a Guatemala i van tornar al segle xix). Els grups posteriors es troben principalment en el districte de Toledo.
Criolls
Els criolls constitueixen aproximadament el 21% de la població de Belize i aproximadament el 75% de la diàspora. Són descendents dels esclaus baymen, i aquests van arribar a Belize en la fi de la indústria de la fusta. Aquests esclaus eren en la seva majoria negres (molts d'origen miskito) de Nicaragua i africans nascuts que havien passat períodes molt breus a Jamaica. Alguns jamaicans més van arribar al segle xix.
El crioll de Belize és una llengua que es va desenvolupar durant l'esclavitud, i que històricament només va ser parlat pels mateixos esclaus. No obstant això, els criolls es van convertir en sinònim d'identitat nacional, i com a resultat ara és parlat pel 75% dels belizenys.
El crioll (kriol, en crioll belizeny) és una denominació ètnica i lingüística. La designació és més cultural que fenotípica, i no es limita a un cert aspecte físic determinat. Els criolls es troben a tot Belize, però principalment a les zones urbanes com la ciutat de Belize, les ciutats i pobles costaners, i a la vall del riu Belize.
Els garífunes
Els garífunes són una mescla d'africans i nadius del Carib. Encara que eren captius expulsats de les seves pàtries, mai es va documentar aquesta gent com a esclaus. Les dues teories que prevalen són que eren els supervivents de dos naufragis, o que van assumir el control de la nau.
Al llarg de la història, han estat incorrectament etiquetats com a «negres del Carib». Quan els britànics es van fer càrrec de Saint Vincent i les Grenadines després del tractat de París el 1763, es van oposar als colons francesos i els seus aliats garífunes. Els garífunes, finalment, es van rendir als britànics el 1796. 5.000 garífunes van ser bandejats de l'illa granadina de Baliceaux. No obstant això, només uns 2.500 d'ells van sobreviure en el viatge a Roatán, una illa enfront de la costa d'Hondures. L'idioma garífuna pertany a la família lingüística arawak. Té un gran nombre de préstecs de les llengües del Carib i de l'anglès.
A causa que Roatán era massa petita i infèrtil per a recolzar a la seva població, els garífunes van demanar a les autoritats espanyoles d'Hondures que se'ls permetés assentar-se en la costa continental. Els espanyols els van emprar com a soldats, i es van estendre al llarg de la costa del Carib d'Amèrica central. Els garífunes es van assentar a Seine Bight, Punta Grande i Punta Negra el 1802. No obstant això, a Belize, el 19 de novembre de 1832 és la data oficialment reconeguda com el «dia d'assentament garífuna».
D'acord amb un estudi genètic, la mitjana de la seva descendència és del 76% subsahariana, el 20% del Carib i el 4% europea.
Mestissos
La cultura mestissa es va originar a partir d'una mescla dels espanyols i dels maies. Els mestissos representen el 50% de la població de Belize. Es reuneixen en una plaça principal, i la vida social se centra a l'església catòlica construïda al costat de la plaça. La majoria dels mestissos i espanyols parlen castellà, anglès i crioll amb fluïdesa.
Al voltant de la dècada de 1840, els mestissos, espanyols, i yucatecs colons de Mèxic van començar a establir-se en el nord a causa de la Guerra de castes del Yucatan. Predominen en el Corozal, Orange Walk, i en gran part del districte de Cayo, així com a la ciutat de San Pedro, a Cayo Ambergris.
Altres grups
El restant 9% aproximadament de la població són agricultors menonites, indis, xinesos, blancs dels Estats Units i del Canadà, i altres grups d'estrangers que es van assentar per contribuir al desenvolupament del país. Durant la dècada de 1860, una gran afluència d'indis orientals que van passar períodes breus a Jamaica i veterans de la Guerra Civil de Louisiana i altres estats del sud van establir assentaments confederats a Belize i es va introduir canya de sucre per a la producció comercial de la colònia. El segle xx va veure l'arribada de més asiàtics de la Xina continental, Corea del Sud, Índia, Síria i Líban. Els immigrants i expatriats americans i africans també van començar a establir-se al país.

### Emigració, immigració i canvis demogràfics
Els criolls i altres grups ètnics van emigrar principalment als Estats Units, encara que també amb destinació cap al Regne Unit, Canadà i altres països desenvolupats a la recerca de millors oportunitats. Basat en l'últim cens nord-americà, el nombre de belizenys als Estats Units és d'aproximadament 160.000 (incloent-hi 70.000 residents legals i ciutadans naturalitzats), que són principalment criolls i garífunes.
A causa dels conflictes als països veïns, mestissos refugiats d'El Salvador, Guatemala i Hondures han fugit a Belize en nombres significatius durant la dècada de 1980.
Aquests dos esdeveniments han anat canviant la demografia del país durant els últims 30 anys.
D'acord amb estimacions de la CIA, el 2009, la taxa de fecunditat és d'aproximadament 3,6 fills per dona. La taxa de natalitat és 27,33 naixements/1.000, i l'índex de mortalitat és de 5,8 morts/1.000.

### Idiomes
L'anglès és l'idioma oficial de Belize, que és una excolònia britànica. L'anglès és l'idioma principal de l'educació pública. El castellà és parlat com a llengua materna per un 50% de la població i s'ensenya en els centres educatius. La majoria dels belizenys parlen castellà, però gairebé tots parlen crioll belizeny i anglès. El bilingüisme és molt comú i encoratjat. Belize també té llengües indígenes en perill com les diferents llengües maies, les llengües arawak, la llengua garífuna i el plautdietsch.

### Religió
La llibertat religiosa està garantida a Belize. D'acord amb el cens de 2010, el 40% dels belizenys són catòlics, el 31,7% són protestants (pentecostal: 8,5%; adventista: 5,5%; anglicanisme: 4,6%; menonita: 3,8%; baptista: 3,6%, metodisme: 2,9% i nazarè: 2,8%), l'1,7% són testimonis de Jehovà, el 10,2% s'adhereixen a altres religions (religió maia, garífuna, Obeah i myalisme, i les minories de mormons, hindús, budistes, musulmans, bahá'ís, rastafaris i d'altres) i el 15,6% no combrega amb cap religió.
El país és majoritàriament catòlic (eren al voltant d'un 49% el 2000, 57% el 1991), però la tradició catòlica ha estat erosionada progressivament en les últimes dècades pel creixement de les esglésies evangèliques, altres religions i l'ateisme. L'hinduisme és seguit per la majoria dels immigrants indis, i l'islam és comú entre els immigrants d'Orient Mitjà i molts altres seguidors, entre alguns criolls.

### Educació
L'educació s'estructura en:
- Jardins d'infància
- Escoles secundàries
- Escoles terciàries

Aquests centres proporcionen una educació de qualitat per als estudiants que en la seva majoria són finançats pel govern. Belize té unes 5 institucions de nivell terciari que ofereixen llicenciatures i graus universitaris. La universitat més gran és la Universitat de Belize.

## Cultura

### Himne
Land of the Free és l'himne nacional de Belize. Va ser escrit per Samuel Alfred Haynes i compost per Selwyn Walford Young el 1963. Va ser adoptat com himne nacional el 1981.

### Gastronomia

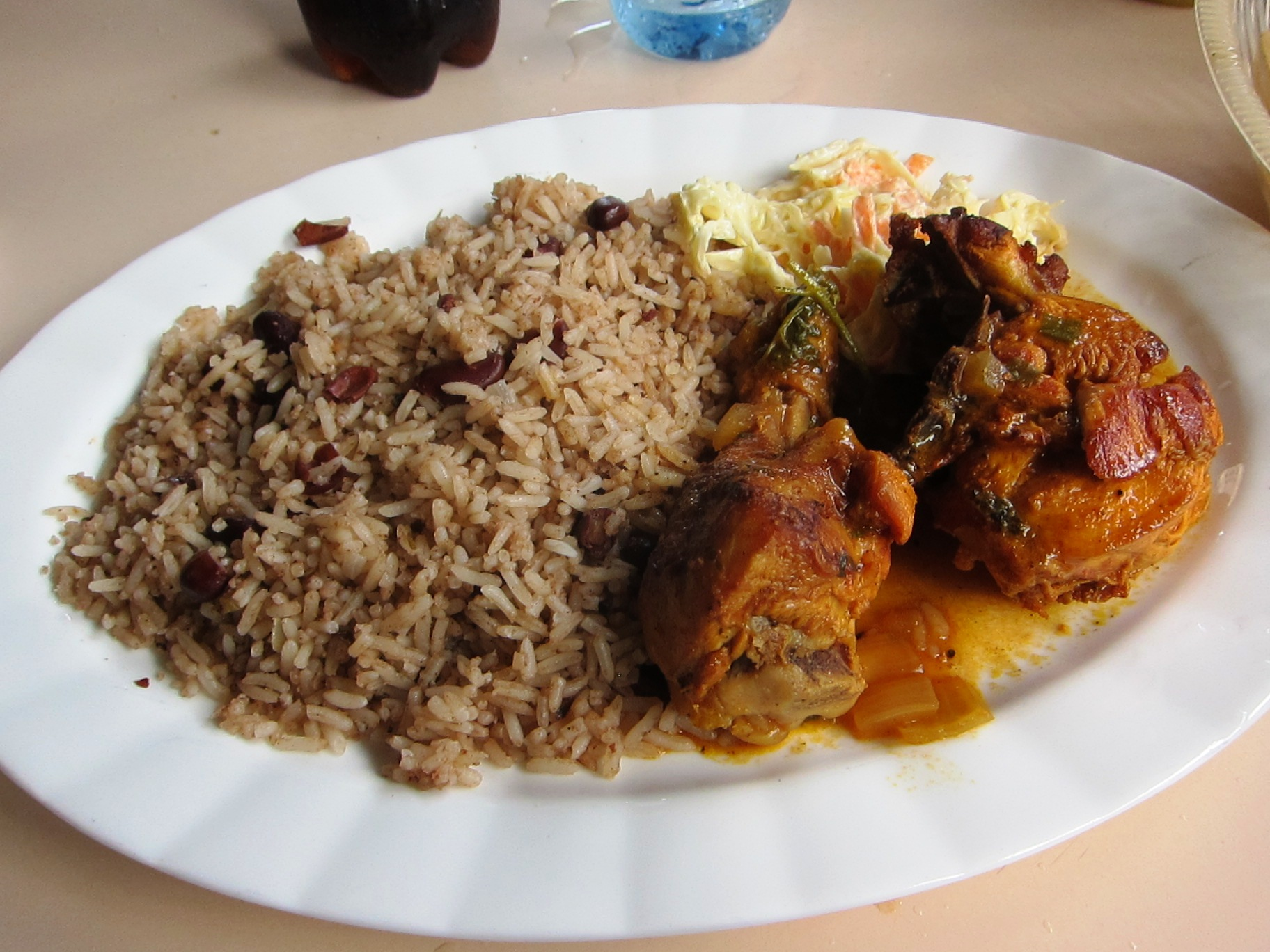
Arròs, fesols, guisat de pollastre i amanida de patates

La gastronomia de Belize s'inspira en el menjar mexicà i del Carib, i una mica menys en l'anglosaxó. Els seus ingredients bàsics són l'arròs i les mongetes, consumits sovint amb carn de pollastre, porc, vedella, peix o verdura; altres aliments belizenys són els tamales (panades), el pozol i els panuchos. La llet de coco i el plàtan fregit afegeix als plats un sabor genuïnament tropical. Les receptes exòtiques tradicionals inclouen la carn d'armadillo, cérvol i paca, aquest últim un tipus de rata bruna similar a un conillet d'Índies anomenat gibnut en crioll; és el tepezcuintle de Mèxic. En altres països hispanoparlants se l'anomena també chigüire o majaz.
Un altre plat tradicional és la sopa de cargol marí (en anglès: conch soup), la qual té un sabor molt peculiar i consistència una mica espessa en afegir-se-li okra, patata, camote, yuca, farina torrada i un toc de xili havaner.
La migració garífuna ha portat també plats a força de peix i plàtan. Coneguts són alguns peixos com el sere o el bundiga. Aquests són acompanyats sempre amb arròs blanc amb llet de coco.

## Esport
Els principals esports a Belize són el futbol, el bàsquet, el voleibol i el ciclisme, seguits per d'altres menys practicats com el beisbol i el criquet. En les tres participacions de Belize en els jocs olímpics, el país no ha aconseguit ni una sola medalla. La selecció de futbol de Belize és controlada per la Federació de Futbol de Belize, pertanyent a la FIFA, la UNCAF i la Concacaf.